# Tesprotis

Tribus de l'Epir en l'antiguitat

Els tesprotis (en llatí thesproti o thesprotii grec Θεσπρωτοί) eren una tribu de l'Epir que habitava la part central de la costa de l'Epir i cap a l'interior fins al riu Aractos, deixant al sud als cassopis. Van exercir l'hegemonia a l'Epir vers els segles vi a v aC mercès al fet que al seu país hi havia l'oracle de Dodona.

## Geografia
Estrabó situa el territori dels tesprotis, a la costa sud-oest de l'Epir. Tespròcia s'estenia entre el Golf d'Ambràcia al sud fins al Riu Thiamis (avui en dia Kalames) al nord, i entre les muntanyes Pindos i el Mar Jònic. Segons la llegenda, el país va obtenir el seu nom del líder pelasg Tesprot (primer governador dels tesprotis), que va fundar Cíquir (Kíkiros), ciutat que més tard es va anomenar Èfira, la capital de Tespròcia. Altres ciutats importants de Tespròcia són Pandosia, Titania, Quimeri, Torine, Fanote, Kassope, Fenike, Buqueta i Batiai. Hi ha una ciutat anomenada Tespròcia amb el mateix nom que la tribu i el territori.

## Tribu
Segons Estrabó, els Tesprotis (juntament amb els Caons i els Molosos) van ser els més famosos entre les catorze tribus de la regió de l'Epir, i van arribar a governar tota la regió. Els Caons van ser els primers a governar Epir, mentre que els tesprotis i els molosos va governar-la més endavant. Els Tesprotis, Caons i Molosos eren els tres grups principals de les tribus gregues que habitaven l'Epir, i els més poderosos d'entre totes les altres tribus. Estrabó també diu que els tesprotis, molosos, i els macedonis es refereixen als homes ancians anomenant-los pelioi i a les dones de més edat peliai. Els senadors eren anomenats Peliganes, similar als Peliganes de Macedònia. Una inscripció de Goumani (mitjans del segle iv aC) indica que l'organització de l'Estat dels tesprotis va ser similar a la de les altres tribus epirotes.

## Sub-Tribus

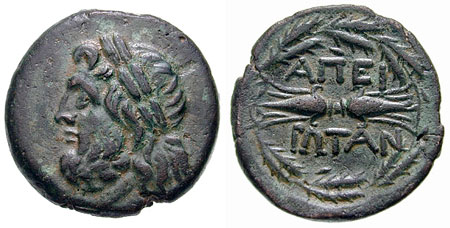
Lliga de l'Epir, 234 aC

Els tesprotis estaven dividits en diverses sub-tribus. Aquestes incloïen: Els Elopes, Graeci, Kassopaeoi, Dryopes i Dodonians, (en grec: Δωδωναίοι), Aegestaeoi, Eleaeoi, Elinoi, Ephyroi, Ikadotoi, Kartatoi, Kestrinoi, Klauthrioi, Kropioi, Larissaeoi, Onopernoi, Opatoi, Tiaeoi, Torydaeoi, Fanoteis, Farganaeoi, Paraveis, Fylates i Kimerioi. Algunes tribus van emigrar a Tessàlia en una època molt antiga. Algunes d'aquestes tribus en temps més recents, van emigrar i van colonitzar Ítaca, Lèucada, Acarnània, parts del sud de Grècia, Tessàlia i Itàlia.

## Mitologia
D'acord amb la Telegonía (cicle èpic), Odisseu va arribar a la terra dels tesprotis, i hi va viure alguns anys. Es va casar amb la reina del país, Kallidike (Callidice, Kallidice), i va tenir un fill amb el nom de Polípetes. Odisseu va portar el regne a la guerra contra els Brigis, però va perdre la batalla perquè Ares era al costat d'aquell poble. Atenea va poder donar suport a Odisseu, perquè el déu de la guerra es trobava en una altra confrontació. Quan Kallidike va morir, Odisseu va tornar a Ítaca, deixant al seu fill, Polípetes, per governar Tesprocia.